# إزالة العلامة التجارية

السووش شعار نايكي وهو مثال على علامة تجارية مزالة

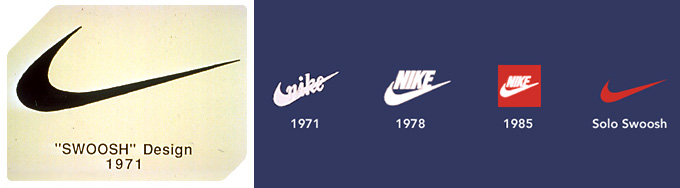
تظهر هذه الصورة مراحل تطور أول عملية إزالة علامة تجارية لشركة على الإطلاق.

إزالة العلامة التجارية هي استراتيجية تسويقية تهدف إلى إزالة اسم المصنّع عن منتج لإظهار عدد أقل من أسماء الشركات، أو لتوفير الإعلانات. تحدث إزالة الطابع المؤسساتي عندما تزيل الشركة اسمها عن الشعار الخاص بها من أجل حملة تجارية في محاولة منها لتبدو أقل مؤسساتية وأكثر شخصية. يحدث «الانتقال إلى الوضع العمومي» عندما تختار شركة ذات علامة تجارية معروفة بشكل كبير الظهور بصورة أكثر عمومية. ما يعني أن الشركة ستحد من الإعلانات، وستخفض الأسعار، ومن الممكن أن تزيد إزالة العلامة التجارية من هوامش الربح.

## أسباب نفسية

### التحول إلى الشكل «العمومي»
افترضت العديد من الشركات الكبيرة أن السلع البديلة كانت بدعة، وتستهدف المستهلك المدرك للأسعار. أثبتت الأبحاث عكس ذلك، إذ أن رضا المستهلك عن البدائل كان مرتفعًا جدًا، كان 93% ممن اشتروا البدائل راضون عن المنتج، وكان 86% مهتمون بمتابعة شرائه. بالإضافة إلى ذلك، اقترحت الأدلة أن المستهلكين اعتبروا أن جودة السلع البديلة كانت بنفس جودة السلع المرتبطة بعلامات تجارية خاصة. خلق ذلك مشكلة كبيرة بالنسبة إلى المنتجات التابعة لعلامات تجارية: لم يلق المستهلكون من جميع الفئات، بما فيهم من يتمتعون بمستوى عالي وراقي من التعليم، بالضرورة بالًا لسعر المنتج، بل للقيمة التي يقدمها لهم. في حال أنتجت العلامة التجارية (س) منتجًا ما، ولكن يوجد بديل متاح، سيميل المستهلك إلى البديل لأن القيمة المقدَّمة هي ذاتها، لكن السعر أخفض بكثير. هذا يعني أن المستهلكين لا يستجيبون، أو يرغبون بالدفع بعد الآن، مقابل الإعلانات المكثفة والحملات الإعلانية الخاصة بالعلامة التجارية التي تسبب زيادة سعر المنتج التابع لها.
كانت العلامات التجارية ذات المبيعات الهامشية أو الضعيفة أكثر عرضة لخطر خسارة عملائها. اعتمد تجار التجزئة، الذين كانوا مدركين دائمًا لأهمية زيادة تنوع البضائع التي يبيعونها، على تقارير فصلية لمراجعة بيانات المبيعات، والتقليل من العلامات التجارية الضعيفة أو الهامشية والتخلص منها لإفساح مجال لإضافة منتجات أكثر ربحًا. على أي حال، أحدثت تقنية جديدة ثورة في الطريقة التي يجمع فيها بائعو التجزئة هذه البيانات، وهي: تقنية الرمز الشريطي.
أدخل الرمز الشريطي قدرًا كبيرًا من الأتمتة إلى سوق البيع بالتجزئة. مكّنت الأتمتة مديري البيع بالتجزئة من مراجعة بيانات البيع يوميًا بدلًا من الاضطرار لانتظار التقارير الفصلية. هذا يعني أنه بإمكان بائعي التجزئة معرفة اتجاهات المستهلكين خلال زمن قصير، ومعرفة العلامات التجارية الهامشية أو الضعيفة التي يمكن استبدالها بمنتجات تحقق ربحًا أكبر. أشارت البيانات في ذلك الوقت إلى أنه كان للبدائل دور أكبر بكثير من المنتجات التي تتبع لعلامات تجارية، أي نسبة المبيعات إلى المخزون. مع ظهور هذه البيانات والتكنولوجيا القوية الحديثة، بدأ تجار التجزئة في إزالة العلامات التجارية الضعيفة والهامشية لصالح بدائل مطلوبة أكثر وتدر ربحًا أكبر.

## الإزالة الحديثة للعلامة التجارية
في ثمانينيات وتسعينيات القرن العشرين، أثارت القيمة قلق المستهلكين. بينما يهتم مستهلكو اليوم بشكل أكبر بما يشترونه ويبتعدون عن الشركات الكبيرة، ويفضلون المتاجر المحلية، والصغيرة، والمستقلة. لذلك كان لنمط إزالة العلامة التجارية الذي كان شائعًا في ثمانينيات وتسعينيات القرن العشرين نتائج عكسية على الشركات في القرن الحادي والعشرين.
تُعتبر شركة ستاربكس مثالًا ممتازًا عن الإزالة الحديثة للعلامة التجارية، لأنها تسعى جاهدة لخلق حالة من التوازن بين هوية العلامة التجارية الخاصة بها والهوية المحلية. تخلصت ستاربكس من الاسم، واحتفظت بالشعار الذي يمثل المرأة الفاتنة على اللافتات والبضائع للتخفيف من الطابع المؤسساتي وجذب المستهلكين الحديثين. استجابت ستاربكس أيضًا للشعبية الحالية للتسوق المحلي عن طريق الاستحواذ على شركات محلية موثوقة. احتفظت المتاجر بأسمائها ونكهاتها المحلية بدلًا من أن تصبح متاجر خاصة بستاربكس.